# Widok na Arles z irysami na pierwszym planie
Widok na Arles z irysami na pierwszym planie (hol. Veld met bloemen bij Arles, ang. View of Arles with Irises in the Foreground) – to obraz olejny (nr kat.: F 409, JH 1416) namalowany przez Vincenta van Gogha w maju 1888 podczas jego pobytu w miejscowości Arles. 

## Historia i opis
W lutym 1888 Vincent van Gogh, zmęczony fizycznie i psychicznie, opuścił Paryż i wyjechał na południe Francji, do Arles. Miał tam nadzieję na odnalezienie światła i atmosfery, które fascynowały go w japońskich drzeworytach. Elementy te odnalazł w kwitnących sadach i rozświetlonych słońcem krajobrazach Arles. Uchwycił je na obrazach takich jak Widok na Arles z irysami na pierwszym planie.
Dał temu wyraz w liście do brata Theo: 
Łąka pełna bardzo żółtych jaskrów, rów z irysami z zielonymi liśćmi i fioletowymi kwiatami, w tle miasto, trochę szarych wierzb – pasmo błękitnego nieba. Gdyby nie kosili łąki, zrobiłbym ten szkic ponownie, ponieważ motyw był naprawdę piękny, a ja miałem problem ze znalezieniem układu. Miasteczko w wiejskiej okolicy, w całości pokrytej żółtymi i fioletowymi kwiatami. Wiesz, to byłby naprawdę japoński sen.
Bardzo zadowolony ze swego dzieła van Gogh opisał go raz jeszcze w liście do młodszego przyjaciela, malarza Émile’a Bernarda:
(...) widok Arles – co do miasta, to można zobaczyć tylko kilka czerwonych dachów i wieżę, reszta jest przesłonięta listowiem drzew figowych, itd. Wszystko to w tle, a powyżej wąski pas błękitnego nieba. Miasto jest otoczone rozległymi łąkami pokrytymi niezliczonymi jaskrami – żółte morze. Na pierwszym planie łąki te przecina rów pełen fioletowych irysów. Właśnie koszą trawę, akurat jak ja maluję, więc jest to tylko szkic, a nie gotowy obraz, który zamierzałem namalować. Ale co za temat – eh – to morze żółtych kwiatów z szeregiem fioletowych irysów, a w tle urocze miasteczko pięknych kobiet.
Charakterystyczną cechą obrazu są wyraziste kontury użyte dla podkreślenia kształtów kwiatów, wykonane końcowymi muśnięciami pędzlem. Oznacza to odejście od praktyki impresjonistów, w poszukiwaniu czegoś bardziej określonego, co van Gogh zawdzięczał w pewnej mierze japońskim drzeworytom, ale też być może i wpływowi samego Bernarda, który właśnie zaczął mu przysyłać swoje ostatnie rysunki, na których kontury były często wyraziście zaznaczone.
Do tematu irysów artysta powrócił później, podczas pobytu w Saint-Rémy. Namalował tam dwa obrazy z irysami jako głównym motywem.